# فنسل کورپوریشن
ابرشرکت فنسل، (انگلیسی: FANCL Corporation) ابرشرکت لوازم آرایشی ژاپنی است، که در سال ۱۹۸۱ تأسیس شد.